# Bosc Comunal de Fillols
El Bosc Comunal de Fillols és un bosc públic del terme comunal de Fillols, a la comarca del Conflent, de la Catalunya del Nord.
És un bosc petit, d'a penes 0,14 km², situat a prop i al nord-oest del poble de Fillols, en els vessants sud-est i est de la carena que separa els termes comunals de Fillols i de Cornellà de Conflent.
El bosc està sotmès a una explotació gestionada per la comuna de Fillols, atès que es bosc és propietat comunal. Té el codi F16238N dins de l'ONF (Office national des forêts).